# Sean Brown
Sean P. R. Brown (* 5. November 1976 in Oshawa, Ontario) ist ein ehemaliger kanadischer Eishockeyspieler und -trainer, der im Verlauf seiner aktiven Karriere zwischen 1993 und 2011 unter anderem 446 Spiele für die Edmonton Oilers, Boston Bruins, New Jersey Devils und Vancouver Canucks in der National Hockey League (NHL) auf der Position des Verteidigers bestritten hat. Zum Ausklang seiner aktiven Laufbahn war Brown, der als Enforcer agierte, in der Deutschen Eishockey Liga (DEL) für die DEG Metro Stars und Nürnberg Ice Tigers sowie den EC KAC in der österreichischen Erste Bank Eishockey Liga (EBEL) aktiv. Mit dem EC KAC feierte er im Jahr 2009 den Gewinn der Österreichischen Meisterschaft.

## Karriere
Brown spielte während seiner Juniorenzeit in der Ontario Hockey League (OHL) für die Belleville Bulls. Brown wurde an 21. Stelle in der ersten Runde des NHL Entry Draft 1995 von den Boston Bruins aus der National Hockey League (NHL) ausgewählt. Ein Jahr später wechselte er innerhalb der OHL zu den Sarnia Sting. Noch vor seinem ersten NHL-Einsatz wurde der Verteidiger zusammen mit Mariusz Czerkawski und einem Erstrunden-Draftrecht im NHL Entry Draft 1996 für Torhüter Bill Ranford zu den Edmonton Oilers getauscht.
Ab der Saison 1996/97 spielte Brown sechs Jahre für die Edmonton Oilers, wurde aber in den ersten beiden Spielzeiten auch häufig in deren Farmteam, den Hamilton Bulldogs, in der American Hockey League (AHL) eingesetzt. Im März 2002 wechselte er zurück nach Boston, um schließlich ein Jahr später als Free Agent bei den New Jersey Devils zu unterschreiben. Dort spielte er einige Spiele in der NHL, größtenteils allerdings im AHL-Farmteam der Devils, den Albany River Rats. Im März 2006 wurde er zu den Vancouver Canucks getauscht und beendete zum Saisonende vorerst seine NHL-Karriere, um in Deutschland bei den DEG Metro Stars zu spielen.
Aufgrund einer langwierigen Verletzung an der Leiste und einiger Spieldauerstrafen konnte Brown in Düsseldorf nicht überzeugen, sein Vertrag wurde nicht verlängert. Als der Nürnberger Jame Pollock seinen Wechsel zu den Washington Capitals in die NHL bekannt gab, wurde Brown als Ersatz nach Nürnberg geholt. Im März 2008 wurde bekannt, dass Brown für die Saison 2008/09 zum österreichischen Rekordmeister EC KAC wechseln würde. Dort entwickelte er sich schnell zu einem der Schlüsselspieler in der Abwehr und gewann mit der Mannschaft den Meistertitel. In der folgenden Saison verletzte er sich jedoch nach nur sechs Spielen an der Schulter und fiel für die gesamte Saison aus. Erst im letzten Spiel des Viertelfinales lief er wieder auf, konnte aber das Ausscheiden des EC KAC ebenfalls nicht mehr verhindern. Im Sommer 2011 beendete der 34-Jährige seine Laufbahn als aktiver Spieler.
Zwischen 2012 und 2015 war Brown kurzzeitig als Trainer tätig. Zunächst arbeitete er zwei Jahre bei den Edmonton Oil Kings aus der Western Hockey League (WHL) unter Cheftrainer Derek Laxdal und gewann dort die Meisterschaft sowie im Anschluss ein Jahr als Assistenztrainer an der University of Alberta, deren Eishockeyteam am Spielbetrieb der Canadian Interuniversity Sport (CIS) teilnahm.

## Erfolge und Auszeichnungen
- 1996 OHL Second All-Star Team
- 2009 Österreichischer Meister mit dem EC KAC
- 2011 Österreichischer Vizemeister mit dem EC KAC
- 2014 Ed-Chynoweth-Cup-Gewinn mit den Edmonton Oil Kings (als Assistenztrainer)

## Karrierestatistik
(Legende zur Spielerstatistik: Sp oder GP = absolvierte Spiele; T oder G = erzielte Tore; V oder A = erzielte Assists; Pkt oder Pts = erzielte Scorerpunkte; SM oder PIM = erhaltene Strafminuten; +/− = Plus/Minus-Bilanz; PP = erzielte Überzahltore; SH = erzielte Unterzahltore; GW = erzielte Siegtore; 1 Play-downs/Relegation; Kursiv: Statistik nicht vollständig)